# Eupseudosoma flavida
Eupseudosoma flavida là một loài bướm đêm thuộc phân họ Arctiinae, họ Erebidae.